# Пожинская волость
Пожинская волость — административная единица, существовавшая в Российской империи и РСФСР. Входила в состав Торопецкого уезда Псковской губернии. Упразднена в 1927 году в связи с образованием Торопецкого района. Административным центром волости являлось село Пожня.
Территория, которую занимала волость, в настоящее время относится к Пожинскому и частично Подгородненскому сельскими поселениям Торопецкого района.
По данным переписи 1885 года, волость состояла из 156 поселений и 816 дворов. Площадь земель волости оценивалась в 29 221 десятин 319.2 км²), из них пахотной земли 4429 десятин (48.3 км²).
Население Пожинской волости составляло 4902 человека (из них 2368 мужчин и 2534 женщины).